# 이연걸의 남북소림
이연걸의 남북소림(南北少林, Martial Arts Of Shaolin)은 홍콩에서 제작된 유가량 감독의 1986년 액션, 드라마 영화이다. 이연걸 등이 주연으로 출연하였고 푸치 등이 제작에 참여하였다.

## 출연

### 주연
- 이연걸
- 황추연

### 조연
- 우승혜
- 호견강
- 우해
- 손건괴
- 유회량
- 계춘화

## 제작진
- 제편: 임병곤
- 무술감독: 유가반